# Drużyna (województwo wielkopolskie)
Drużyna (niem. Kampratsdorf) – wieś w Polsce położona w województwie wielkopolskim, w powiecie poznańskim, w gminie Mosina. Leży na terenie Kotliny Śremskiej.
W latach 1975–1998 miejscowość administracyjnie należała do województwa poznańskiego.
Na przystanku osobowym Drużyna Poznańska kończy się  szlak pieszy z Żabna.